# جونگ دا وون (خواننده)
جونگ دا وون (کره‌ای: 정다운؛ زادهٔ ۲۴ فوریه ۱۹۹۴) که بیشتر با نام داون (انگلیسی: Dvwn; کره‌ای: 다운) شناخته می‌شود؛ خواننده و ترانه‌پرداز اهل کره جنوبی است. او فعالیت انفرادی خود را در ۲۱ نوامبر ۲۰۱۸ با انتشار آلبوم چندآهنگه پانوراما آغاز کرد. او ترانه‌سرایی و آهنگسازی برای هنرمندان مختلفی از جمله کانگ‌تا، ان‌سی‌تی دریم، یونگ کی و کانگ دنیل انجام داده است.

## ترانه‌شناسی

### آلبوم‌های چندآهنگه
- پانوراما[۲] (۲۰۱۸)
- تقصیر تو نیست[۳] (۲۰۲۱)